# Corestetha
Corestetha is een kevergeslacht uit de familie van de boktorren (Cerambycidae). De wetenschappelijke naam van het geslacht werd voor het eerst geldig gepubliceerd in 1875 door Pascoe.

## Soorten
Corestetha omvat de volgende soorten:
- Corestetha alternata (Carter, 1929)
- Corestetha elongata (Broun, 1883)
- Corestetha insularis Pascoe, 1875
- Corestetha minima Breuning, 1958